# Thirty Seconds Over Winterland
Thirty Seconds Over Winterland ist nach Bless Its Pointed Little Head das zweite Livealbum der US-amerikanischen Psychedelic-Rock-Band Jefferson Airplane. Es wurde im August 1972 im Auditorium Theatre in Chicago und im September im Winterland Ballroom in San Francisco aufgenommen. Das Album wurde im April 1973 veröffentlicht und erreichte Platz 52 in den US-Charts.

## Entstehung
Im Juni 1972 hatte Hot Tuna, die Band der Airplane-Musiker Jorma Kaukonen, Jack Casady und Papa John Creach ihr zweites Album First Pull Up, Then Pull Down herausgebracht. Einen Monat später veröffentlichte Jefferson Airplane Long John Silver und gingen im Sommer auf USA-Tour. Beim letzten Konzert der Tour im Winterland von San Francisco war auch der Sänger Marty Balin, der die Band 1971 verlassen hatte, für zwei Lieder mit auf der Bühne. Es war auch das letzte Konzert als Jefferson Airplane, ab 1974 wurde der Name Jefferson Starship für die dann umbesetzte Band verwendet, er kursierte bereits bei den früheren Soloprojekten Paul Kantners wie Blows Against the Empire und Dragon Fly. 
Für Thirty Seconds Over Winterland wurden Aufnahmen dieser Tour aus dem Auditorium Building in Chicago und dem namengebenden Winterland verwendet. Obwohl bekannte Lieder der Band wie Somebody to Love, Wooden Ships, und Volunteers auf der Tour gespielt wurden, wurde aus der psychedelischen Zeit der Band nur Crown of Creation für das Album ausgewählt. Das Lied Have You Seen the Saucers, das 1970 als Single erschienen war, sollte erst auf der Kompilation Early Flight 1974 als Studioaufnahme auf einem Album erscheinen.

## Rezeption
Für Stephen Davis vom Musikmagazin Rolling Stone zeigt das Album die Stärken und Schwächen der späten Airplane. Er vermisst die ausgestiegenen Marty Balin und Spencer Dryden, hält Grace Slicks Darbietung für nicht so gut wie üblich. lobt aber Jorma Kaukonen, Jack Casady und Papa John Creach, vor allem beim elfminütigen Jam-Stück Feel So Good. Feel So Good ist auch für Lindsay Planer von allmusic das Juwel in einer eher dornigen Rock-&-Roll-Krone. Insgesamt zeigt das Album die härtere Seite Jefferson Airplanes. Er gab dem Album vier von fünf möglichen Sternen. Die deutsche Musikzeitschrift Sounds nannte Thirty Seconds Over Winterland ein „solides Rock'n'Roll-Album“, das sehnsüchtig an das deutlich bessere, aber unterschätzte erste Live-Album Bless Its Pointed Little Head denken lasse.

## Titel und Cover
Der Titel des Albums zitiert den amerikanischen Kriegsfilm Thirty Seconds over Tokyo aus dem Jahr 1944, was durch das von Bruce Steinberg gestaltete Cover-Motiv – statt der Flugzeuge der United States Air Force sieben fliegende Toaster – ironisch gebrochen wird. In den 1990er Jahren waren die Flying Toasters eines der bekanntesten Module des Bildschirmschoners After Dark der Berkeley Systems. 1994 verklagten Anwälte der Band Berkeley Systems und behaupteten, die Flying Toasters seien eine Kopie des Albumcovers. Die Klage wurde abgewiesen, da Jefferson Airplane die Toaster nicht als Warenzeichen hatte schützen lassen.

## Titelliste

### Seite 1
1. Have You Seen the Saucers (Paul Kantner) – 4:15 (Winterland)
2. Feel So Good (Jorma Kaukonen) – 11:10 (Winterland)
3. Crown of Creation (Kantner) – 4:05 (Auditorium Theatre)

### Seite 2
1. When the Earth Moves Again (Kantner) – 4:05 (Auditorium Theatre)
2. Milk Train (Grace Slick, Papa John Creach, Roger Spotts) – 3:57 (Auditorium Theatre)
3. Trial by Fire (Kaukonen) – 5:00 (Auditorium Theatre)
4. Twilight Double Leader (Kantner) – 5:41 (Winterland)